# Gora Șișmanți
Gora Șișmanți este o arie protejată (arie specială de conservare — SAC, sit de importanță comunitară — SCI) din Bulgaria întinsă pe o suprafață de 374,06 ha, integral pe uscat.

## Localizare
Centrul sitului Gora Șișmanți este situat la coordonatele 42°15′09″N 25°00′52″E / 42.2525°N 25.0144°E.

## Înființare
Situl Gora Șișmanți a fost declarat sit de importanță comunitară în martie 2007 pentru a proteja 6 specii de animale. Situl a fost protejat și ca arie specială de conservare în mai 2020.

## Biodiversitate
Situată în ecoregiunea continentală, aria protejată conține 2 habitate naturale: Pajiști uscate seminaturale și facies de acoperire cu tufișuri pe substraturi calcaroase (Festuco-Brometalia) (* situri importante pentru orhidee), Păduri mixte riverane de Quercus robur, Ulmus laevis și Ulmus minor, Fraxinus excelsior sau Fraxinus angustifolia, de-a lungul marilor râuri (Ulmenion minoris).
La baza desemnării sitului se află mai multe specii protejate:
- amfibieni (2): buhai de baltă cu burta roșie (Bombina bombina), Triturus karelinii
- reptile (4): Elaphe sauromates, țestoasa de baltă (Emys orbicularis), Testudo graeca, țestoasă bănățeană (Testudo hermanni)

Pe lângă speciile protejate, pe teritoriul sitului au mai fost identificate 4 specii de amfibieni, 6 specii de reptile.